# Rilassamento trisillabico
Il rilassamento trisillabico è uno dei tre processi storici della lingua inglese con cui varie cosiddette vocali tese (vocali lunghe o dittonghi) divennero rilassate (monottonghi brevi) nelle parole quando seguite da due sillabe, di cui la prima atona:
1. Le prime manifestazioni avvennero già nell'antico inglese, e fecero sì che le vocali lunghe toniche si accorciassero prima di gruppi biconsonantici quando seguivano almeno due sillabe.
2. Nel Medio inglese questo processo prese maggiormente piede, e colpì tutte le vocali seguite da almeno due sillabe.
3. Questi mutamenti sono rimasti impressi nella lingua e gli effetti sono ancora visibili nell'inglese moderno. Il fenomeno fu poi descritto in Sound Pattern of English.

Questo mutamento fu precedente al grande spostamento vocalico ed altri mutamenti vocalici. Come risultato, le coppie di vocali collegate al rilassamento spesso mostrano poca somiglianza tra i corrispondenti moderni, mentre originariamente erano simili. Per esempio, la moderna /aʊ/ proviene da [uː] e /ʌ/ invece da [u], anteriori al fenomeno.
In alcuni casi sembra essere accaduto in contesti anomali, per esempio nella coppia south-southern /saʊθ/ - /sʌðən/; quest'anomalia è dovuta ad altre modifiche; "southern" era pronunciato [suːðernə].
Attualmente vi sono eccezioni "sistematiche" a questo processo, per esempio nella parole in "-ness" ("mindfulness, loneliness"). Alcune sono totalmente anomale, come "obese, obesity" (/oʊˈbiːsɨti/, non */oʊˈbɛsɨti/).
| Vocali tese | → | Vocali rilassate | Mutamento in Medio inglese | Esempi                                         | IPA                                                       |
| ----------- | - | ---------------- | -------------------------- | ---------------------------------------------- | --------------------------------------------------------- |
| iː          | → | ɛ                | eː → e ɛː → e              | serene, serenity; impede, impediment           | /sɨˈriːn, sɨˈrɛn.ɨ.ti/; /ɪmˈpiːd ɪmˈpɛd.ɨ.mənt/           |
| eɪ          | → | æ                | aː → a                     | profane, profanity; grateful, gratitude        | prɵˈfeɪn prɵˈfæn.ɨ.ti/; /ˈɡreɪt.fəl ˈɡræt.ɨ.tjuːd/        |
| aɪ          | → | ɪ                | iː → i                     | divine, divinity; derive, derivative           | /dɨˈvaɪn dɨˈvɪn.ɨ.ti/; /dɨˈraɪv dɨˈrɪv.ə.tɪv/             |
| aʊ          | → | ʌ                | uː → u                     | profound, profundity; pronounce, pronunciation | /prɵˈfaʊnd prɵˈfʌn.dɨ.ti/; /prɵˈnaʊns prɵˌnʌn.si.ˈeɪ.ʃən/ |
| uː          | → | ɒ                | oː → o                     | school, scholarly                              | /ˈskuːl ˈskɒl.ər.li/                                      |
| oʊ          | → | ɒ                | ɔː → o                     | provoke, provocative; sole, solitude           | /prɵˈvoʊk prɵˈvɒk.ə.tɪv/; /ˈsoʊl ˈsɒl.ɨ.tjuːd/            |